# Pullin
Pour les articles homonymes, voir Pullin (homonymie).
PULLIN est une marque de textile française exploitée par la société SAS LYL., d’abord spécialisée en sous-vêtement, qui a ensuite développé toute une gamme de vêtements et d’accessoires. Elle propose une  gamme de produits pour homme, femme et enfant. Emmanuel Lohéac, fondateur de la marque, a cherché à moderniser le boxer homme pour créer des sous-vêtements homme se distinguant par leur style, et sans danger pour la santé grâce à l’utilisation d’encres certifiées Oeko-Tex.

## Historique
Emmanuel Lohéac est le fondateur de la marque et un ingénieur en électricité parisien venu s’installer dans les Landes. Ayant côtoyé des sportifs issus de l’univers du surf, du skate et du snowboard, il décide de créer une marque de sous-vêtements décalée et destinée aux adeptes de sports extrêmes. Elle s’est d’abord fait un nom dans le secteur du sous-vêtement français avec le style particulier de ses imprimés, et de l’utilisation de polyamide Lycra dans sa confection,.
L’idée était de créer un boxer pour homme qui serait dans la même matière que le lycra utilisé pour la pratique du surf, et de l’assembler avec une ceinture élastique qui est celle des masques de ski,.
Entre 2000 et 2005, Pullin lance une gamme de maillots de bain, d’enfant, de femme, puis élargit son offre également à l’accessoire, au textile, au fitness, et aux vêtements de ski. Entre 2007 et 2010, la marque développe son marché export, en signant notamment avec des distributeurs en Italie, Autriche et Suisse. Elle se développe aux États-Unis et Canada .
Elle réalise un partenariat avec Casio pour la création d'un modèle sur la base de la G-SHOCK GLX-5600-A de couleur bleue avec des lapins arborant le bracelet ainsi que l'inscription "Pull-in" et produite uniquement en 200 exemplaires ce qui en fait un modèle rare.
En 2013, Pullin ouvre le capital de sa société à la holding Impala afin de maximiser son potentiel.
En 2015, Pullin revoit son image de marque et change « d’identité ». Elle change son logo, la typographie en passant de Pull-In à Pullin. Elle change aussi de positionnement, en adoptant une image de marque s’adressant à un public plus âgé.